# IV Governo Regional da Madeira
O IV Governo Regional da Madeira foi formado com base nas eleições legislativas regionais de 14 de outubro de 1984, em que o Partido Social Democrata (PPD/PSD) venceu com maioria absoluta. A tomada de posse ocorreu no dia 12 de novembro de 1984.

## Composição
Os membros do IV Governo Regional da Madeira eram:
| Retrato | Cargo                                     | Detentor                              | Partido | Partido | Período                                        |
| ------- | ----------------------------------------- | ------------------------------------- | ------- | ------- | ---------------------------------------------- |
|         | Presidente do Governo Regional            | Alberto João Cardoso Gonçalves Jardim |         | PPD/PSD | 12 de novembro de 1984 a 9 de novembro de 1988 |
|         | Secretário Regional do Plano              | Miguel José Luís de Sousa             |         | PPD/PSD | 12 de novembro de 1984 a 9 de novembro de 1988 |
|         | Secretário Regional da Economia           | Rui Manuel Baptista Fontes            |         | PPD/PSD | 12 de novembro de 1984 a 9 de novembro de 1988 |
|         | Secretário Regional do Turismo e Cultura  | João Carlos Nunes de Abreu            |         | PPD/PSD | 12 de novembro de 1984 a 9 de novembro de 1988 |
|         | Secretário Regional do Equipamento Social | Jorge Manuel Jardim Fernandes         |         | PPD/PSD | 12 de novembro de 1984 a 9 de novembro de 1988 |
|         | Secretário Regional dos Assuntos Sociais  | Manuel Jorge Bazenga Marques          |         | PPD/PSD | 12 de novembro de 1984 a 9 de novembro de 1988 |
|         | Secretário Regional da Educação           | Eduardo António Brasão de Castro      |         | PPD/PSD | 12 de novembro de 1984 a 9 de novembro de 1988 |